# Ÿnsect
Ÿnsect est une entreprise qui produit des protéines et engrais naturels d’insectes, fondée en 2011 à Paris.

## Histoire
En 2011, Ÿnsect est créée par 4 scientifiques et militants écologistes : Antoine Hubert (AgroParisTech), Jean-Gabriel Levon (HEC Paris, Polytechnique), Fabrice Berro (Ensimag) et Alexis Angot (Essec).
En février 2014, Ÿnsect réalise sa première levée de fonds et récolte 1,8 M€ grâce à des actionnaires tels Emertec Gestion et Demeter Partners. La première ferme du groupe est implantée à Dole en 2015.
En 2018, Ÿnsect annonce l’installation d'un nouveau site de production à Poulainville, dans la métropole d'Amiens, France. La giga ferme verticale fera 45 000 m2.
En 2019 la société intègre l'indice Next40,.
En mars 2020, Ÿnsect est la première entreprise au monde à obtenir une homologation de mise en marché d’un engrais naturel à base d’insecte délivré par l'ANSES. En octobre 2020, l'entreprise annonce avoir complété son financement de série C pour atteindre un montant total de son financement à 425 millions USD.
En mars 2021, Ÿnsect se voit délivrer la labellisation Bcorp. En avril 2021, Ÿnsect rachète Protifarm, entreprise néerlandaise, et étend son portefeuille de brevets à plus de 340 issus de 41 familles. Ce rachat s'inscrit dans une volonté de l'entreprise de se lancer sur le marché de l'alimentation humaine à base d'insectes.
En mars 2021, Ÿnsect annonce le lancement d’Ÿnfabre, premier programme industriel de sélection génomique appliquée aux élevages d’insectes à grande échelle. En 2021, Ÿnsect s’est engagé à planter, dans le cadre de son projet Terrha 2040, 1,8 million d’arbres dans les Hauts-de-France, avec pour but de séquestrer plus de 190 000 tonnes de CO2 CO2 d’ici à 2040,. En mai 2021, Ÿnsect inaugure la pose de la première pierre de son chantier d'Amiens.
Les conséquences de la pandémie de Covid-19 sur les chaînes logistiques mondiales puis de l'impact économique de l'invasion de l'Ukraine par la Russie provoquent une augmentation des coûts de l'entreprise, qui doublent entre 2022 et 2023, et affectent l'entrée en service du site de Poulainville. Le groupe se recentre alors sur l'alimentation animale pour favoriser ses marges. En novembre 2021, Ÿnsect lance un partenariat avec la startup Pure Simple True, pour fabriquer des friandises de luxe pour chien, commercialisées sous la marque Bernie's. En novembre 2021, Ÿnsect signe un accord avec le centre de R&D de Lotte, en Corée.
En mars 2022, Ÿnsect annonce l’acquisition de son premier site de production sur le territoire américain,. L'intégration de Jord Producers signifie son entrée sur le marché des aliments pour poules de basse-cour. Ce site sera fermé deux ans plus tard.
Début 2023, la société lève 160 millions d'euros en série D auprès d'actionnaires historiques dont 107 millions en obligations convertibles,. Une levée de fonds qui s'accompagne de licenciements, à hauteur d'un peu plus de 20 % de ses effectifs dans ses bureaux situés à Paris et aux Pays-Bas en raison de la fermeture d’un site de production. La startup est alors valorisée à plus de 600 millions d'euros. En juillet 2023, le PDG Antoine Hubert quitte ses fonctions. Il est remplacé par Shankar Krishnamoorthy.
À la suite d'une succession de déboires dans l'industrialisation de sa technologie et un changement de modèle économique, l'entreprise est placée en procédure de sauvegarde le 26 septembre 2024,. 
Le 17 février 2025, date de la limite des candidatures, aucune offre de reprise ou d'investissement n'a été déposée auprès du tribunal de commerce, laissant craindre une issue défavorable pour le futur de l'entreprise qui a levé 600 millions d'euros en 14 ans. L'entreprise est placée en redressement judiciaire le 3 mars. Selon le porte-parole d'Ynsect, le groupe sera dans une impasse de trésorerie fin mars 2025. En avril 2025, l'entreprise obtient de ses actionnaires historiques une rallonge de 10 millions d'euros afin de maintenir “ la production et la livraison des clients, et les discussions avec de potentiels investisseurs ". Emmanuel Pinto est nommé CEO,. En juin 2025, Ÿnsect annonce la suppression de près de 70 % de ses 200 emplois.

## Activité

### Localisation
Le groupe Ÿnsect est présent en France (Poulainville, Paris, Évry et Dole), et aux États-Unis (Nebraska). L'atelier d'élevage de Poulainville est actif, un 2e atelier est en construction. Le site de production de Ermelo (Pays-Bas) doit être fermé ainsi que celui au Nebraska.

### Insectes
Après 5 années de R&D, les cofondateurs ont fait le choix des coléoptères, et notamment le ver de farine (Tenebrio molitor). En effet, sa composition : 70 % de protéines (contre 30 % à 40 % par exemple pour la mouche soldat noire) en fait un ingrédient premium.
La protéine d’insecte a également des propriétés très intéressantes quant à ses bénéfices,,.

### Engrais
Le 17 juin 2020, Ÿnsect a reçu une autorisation de mise sur le marché de son engrais naturel à base d’insectes : « Ynfrass ». Cette autorisation, délivrée par l’ANSES, permet à l’entreprise de devenir le premier acteur au monde à obtenir une homologation de mise sur le marché d’un engrais naturel à base d’insectes. Cette dernière valorise le modèle circulaire du groupe.

### Nourriture pour animaux
Ÿnsect commercialise sous la marque Pet Food Spryng des produits utilisés en alimentation animale.

### Nourriture pour êtres humains
La branche d’activité Ÿnsect Human Nutrition & Health commercialise des ingrédients issus de l'élevage de larve de vers Buffalo (Aphitobius diaperinus).  